# La familia de Pascual Duarte
La familia de Pascual Duarte es una novela de Camilo José Cela, publicada en la lista de las 100 mejores novelas en español del siglo XX del periódico español El Mundo.
Esta novela epistolar es fundadora del género que se dio a conocer como tremendismo, el cual entronca con la tradición realista española: la picaresca, el naturalismo del siglo XIX y la novela social de los años treinta. Es un punto de encuentro de estilos que surgen en la España de posguerra, dentro de los que podemos destacar el existencialismo y el extremo realismo. Los personajes viven en un ambiente de marginación, sumidos en la incultura, el dolor y la angustia; esto hace que las historias giren en torno a lo grotesco o repulsivo buscando con ello impactar al lector. Puede por tanto decirse que el tremendismo es un tipo de crítica social.
El arquetipo de estos personajes es el protagonista de esta novela, Pascual Duarte, es un habitante de Torremejía, en la Extremadura rural. Su vida se desarrolla entre 1882 y 1937, años en los que la realidad sociopolítica española estaba marcada por un clima de profunda inestabilidad. Es una de las épocas más agitadas dentro del constitucionalismo histórico con bruscos cambios de gobierno y de constitución, siendo estas cartas magnas más teóricas que fácticas. Es un personaje que carece de toda habilidad social y que solamente conoce la violencia como único recurso para solucionar los problemas que se le van planteando en la vida. Por esto, la historia tiene un argumento truculento, sórdido, abundante en escenas de violencia.
La novela tiene un narrador, el propio protagonista, Pascual Duarte, quien cuenta la historia de su vida con un lenguaje que evoca el habla rural y que recurre, a menudo, a comparaciones con la naturaleza y frecuentemente al uso del refranero español, cuando no encuentra palabras para expresar lo que siente o piensa.
El protagonista de la obra, naturalmente también se ve influenciado, condicionado e impregnado por el clima social reinante en el momento y aunque en ocasiones las referencias explícitas sean difíciles de deducir, en determinados momentos parece que el autor está refiriéndose implícitamente a las mismas.

## Introducción
Bajo la clara influencia de la tradición realista del siglo XIX, y más particularmente de Cintas rojas (1916), una novela corta del escritor naturalista José López Pinillos, se extiende frente a los ojos del lector el ambiente crudo y decadente que encapsula el mundo rural de La familia de Pascual Duarte, cuya primera línea — "Yo, señor, no soy malo, aunque no me faltarían motivos para serlo" — es el arranque preciso para una historia que, por medio de un lenguaje llano y en ocasiones, con tintes poéticos, muestra la otra cara de la condición humana.

Pascual Duarte inicia su narración, al igual que Balzac en su Eugénie Grandet, de lo general a lo particular. Por medio de una descripción minuciosa, el lector inicia su recorrido en el pueblo caluroso de Badajoz para luego inmiscuirse en la intimidad de una casa modesta y, después de sus arranques de ira, solo es capaz de encontrar refugio en la cuadra, el lugar de la podredumbre; una madre con el cuerpo consumido por la vida y las constantes riñas maritales y sobre todo, la pobreza, que parece determinar la desdicha donde llega a implantarse.

Con una objetividad que sorprende de un narrador en primera persona y que logra alzarse a la altura de aquellos narradores observadores que gobiernan la gran novela realista, Pascual Duarte, en lugar de centrarse en las introspecciones exhaustivas que rigen, en ocasiones, la línea de los narradores protagonistas, nos da una descripción de situaciones y acontecimientos;  nos cuenta, por ejemplo, la decepción que sigue al robo total perpetrado por su hermana Rosario a la familia que tanto la procuró, la muerte patética de su padre al tiempo que su madre daba a luz a un hijo ilegítimo y deforme, Mario, la vida corta y miserable de un hermano que, cual gusano, vive arrastrándose para al final encontrar las bendiciones de la muerte en una tinaja de aceite.
Estas imágenes violentas y subyugantes perturban a la vez que conmueven, sembrando en el lector un algo que no puede definir, la encarnación de la idea kantiana de la sublimidad terrorífica. La aparición de Lola en la narración trae no solo un cambio de ritmo, sino también un cambio de dirección. Por un momento, se deja atrás todo lo crudo de situaciones brutales, la desdicha determinada se difumina para abrir paso a un hálito de esperanza que se engrandece con la noticia del embarazo de Lola y la llegada de la boda para después encontrar su punto cumbre en la luna de miel; no obstante, tanta paz no puede ser sino preludio de tormenta y la felicidad efímera siempre desemboca en terrenos pantanosos. El regreso al pueblo resulta ser fatal, Pascual, inmediatamente después de herir en una pelea a navaja a un hombre, descubre el aborto de Lola,  ocasionado por la misma yegua en la que él la hizo regresar a casa. Esta pérdida de la ilusión que se da justo a la mitad del libro, será reforzada al morir su segundo hijo, su segunda ilusión, después de once meses de vida. Estas caídas serán significativas pues implicarán el emerger de un carácter reprimido y triste que se determinó al contacto con una familia  inmersa en situaciones y circunstancias decadentes y Pascual Duarte, al contrario de un héroe trágico, se deja dominar por este carácter y mata a un segundo hombre para luego "huir lejos del pueblo donde se pueda comenzar a odiar con odios nuevos".
Esta huida representa un cambio en el tono de la historia, pues, si bien se estaba inmerso en un ambiente de tintes realistas en cuanto a la objetividad y el determinismo, el viaje a la ciudad implicará bebida, juego, tomaduras de pelo, nuevos conocidos que harán resonar fuertemente el eco de la tradición de la novela picaresca.
Sin embargo, llega el momento del regreso y la bienvenida sazonada y reprimida bajo el mandato de su violento marido con malas noticias: el embarazo de Lola y las súplicas de Pascual para que le revele quién fue el hombre. Una vez que llega la respuesta, la narración se sume en un oscuro momentáneo para que luego regresen las luces y el lector, sin saber a ciencia cierta el quién ni el cómo, encuentra a Lola muerta para luego presenciar la caída de un segundo cadáver y por fin, la cárcel en la que Pascual vivirá encerrado durante tres años, después de los que Duarte deambula, pareciendo  más preso en libertad que tras las rejas, ve en su existencia algo de absurdo, algo de gratuito, "cae en la meditación de lo poco que somos". Luego, regresa al pueblo, lo cual parece ser el retorno a una dirección inalterable, a lo que no se puede cambiar.
Pascual Duarte contrae matrimonio por segunda vez con una amiga de su hermana, Esperanza; no obstante, ya es tarde para cualquier intento, que él sabe vano, de felicidad. Aunado a eso, las actitudes fastidiosas de su madre enardecen el veneno que le corre por la sangre, que odia por ser la de su madre y llega la explosión final: el asesinato de la madre que representa la muerte de todo lo que odia, del carácter que le procuró tantas desgracias. Es el héroe trágico que se enfrenta a lo que lo determina y lo supera. Solo después de ese homicidio, Pascual Duarte es libre.

## Estructura de la novela
El libro se dispone en varias entregas de escritos de diferentes autores:
- La Nota del transcriptor informa sobre el hallazgo del manuscrito de Pascual Duarte a mediados de 1939, destacando el papel meramente depositario del autor y justificando la publicación del relato para mostrar en Pascual un modelo de comportamiento a evitar.
- La Carta anunciando el envío del original: El 15 de febrero de 1937, desde su celda de condenado a muerte y como "pública confesión" de su vida, Pascual envía el manuscrito a un tal Sr. Barrera, por ser este el único amigo de don Jesús González de la Riva cuyas señas conocía Pascual, asesino convicto y confeso de don Jesús. No lo hace con intención de disculparse, solo intenta calmar su conciencia.
- La Cláusula del testamento del Sr. Barrera (11 de mayo de 1937: que como anécdota cabe decir que es la fecha exacta en la que Cela  cumplía 21 años), alusiva al manuscrito y según la cual este debía ser quemado sin leerlo salvado de las llamas y usado a voluntad de quien lo encontrase si, al cabo de dieciocho meses, se había librado de la destrucción.
- Las memorias de Pascual Duarte dispuestas en diecinueve capítulos. Pascual dedica su escrito a la memoria del "insigne patricio" don Jesús González de la Riva, Conde de Torremejía, quien, al irlo a rematar aquel, le llamó Pascualillo y sonreía.
- Otra Nota del transcriptor, donde este piensa que Pascual debió estar recluido en la prisión de Chinchilla de Monte-Aragón (Albacete) hasta 1935 o 1936. Los lectores podemos suponer que vuelve a la cárcel, presumiblemente, a cumplir condena por el asesinato de su madre. También supone que Pascual saldría de presidio antes de empezar la guerra y dice no haber podido averiguar nada acerca de su actuación durante los quince días de revolución que pasaron sobre su pueblo. Es entonces cuando los lectores podemos suponer que asesinó a don Jesús, aunque los motivos de este crimen no se nos cuentan.
- Dos "cartas" en las que se relata de forma distinta la muerte de Pascual Duarte: una del capellán de la cárcel de Badajoz, a tres leguas de Almendralejo, en la que evita entrar en detalles escabrosos y nos dice que la conducta del protagonista fue valiente y cristiana aceptando con fe su situación, aunque al final perdiera un poco la compostura; y otra de un guardia civil que nos comenta que el protagonista comenzó enfrentando con chulería su destino, para acabar revelándose cobarde y miedoso en extremo. No se nos facilita en ningún momento la fecha de la muerte de Pascual.

## Los personajes
- Pascual Duarte: Narrador-protagonista. Su vida se encuentra llena de desgracias y mala suerte. Es un hombre rencoroso e impulsivo, lo cual le llevará a asesinar en arrebatos y a acabar sus días en la cárcel.
- Rosario: Es la hermana de Pascual y ejercía un control total sobre su padre, quien delante de ella no pegaba a su madre ni armaba bulla. Se va de la casa y ejerce ocasionalmente como prostituta. Más tarde vuelve, humillada por el Estirao. Su relación con Pascual es buena y sufre con lo que le ocurre a su hermano.
- Esteban Duarte: Padre de Pascual. Fue contrabandista, por lo que fue a la cárcel. Propinaba grandes palizas a Pascual y a su mujer. Muere como consecuencia de la mordedura de un perro rabioso tras dos días de encierro en una alacena.
- Lola: Es la primera esposa de Pascual, que se casó con ella tras haber quedado deshonrada por Pascual. Perdió a dos hijos, uno tras un aborto y el otro que murió con once meses. Tras la marcha de Pascual a La Coruña, ella lo engaña con el Estirao y queda embarazada de este. Tras decirle a Pascual que el hijo es del Estirado, muere  .
- Mario: Hermano por parte de madre de Pascual, ya que no era hijo de Esteban, sino de Rafael. Le suceden múltiples desgracias, como cuando un cerdo le comió las orejas y su muerte, ahogado en una tinaja de aceite.
- Rafael: Amante de la madre de Pascual. Era malvado, especialmente con Mario, su hijo.
- Madre de Pascual: Perversa, cruel, alcohólica. Pegaba a sus hijos y deshonró a su marido con Rafael. Finalmente, Pascual la mata por todo lo que le hizo pasar.
- Engracia: Bruja o curandera del pueblo. Iba mucho a la casa de Pascual, ya que siempre había algún percance y estuvo presente en los diferentes partos y en las enfermedades que la familia padeció.
- El Estirao: Era un proxeneta que vivía a costa de las prostitutas. Pascual lo odiaba profundamente. Deshonró a Rosario, la hermana de Pascual, y a su esposa, Lola. Pascual le propina una paliza y finalmente lo mata.
- Don Manuel: Cura del pueblo. Pascual fue a verlo cuando iba a casarse. Tras el entierro de su padre se lleva muy bien con él, le besa la mano y lo saluda cuando lo ve por la calle.
- Lurueña: Cura de la prisión. Se llevaba muy bien con Pascual, y lo confesó cuando este le mandó llamar. Admiró la entereza de Pascual en los momentos antes de su muerte.
- Esperanza: Segunda mujer de Pascual y sobrina de Engracia. Estaba enamorada de Pascual desde antes de que se casara con Lola. Se casó con Pascual cuando salió de la cárcel y contempló cómo mataba a su madre.
- Don Conrado: Director del Penal de Chinchilla. Es un hombre bueno y comprensivo, que ayuda a Pascual a salir de la cárcel la primera vez.

## Ediciones
- (1) Burgos: Aldecoa, 1942.
- (2) Madrid: Aldecoa, 1943. Se prohibió su distribución.
- (3) Buenos Aires: Emecé, 1945.
- (4) Barcelona: Ediciones del Zodiaco, 1946.